# Antonio Luna Ferreccio
Antonio Nicolás Luna Ferreccio (Ica, 1901-Lima, 3 de abril de 1977) fue un militar y político peruano. Ministro de Guerra de 1946 a 1947, en el gobierno de Jose Luis Bustamante y Rivero; y Comandante general del Ejército del Perú (1954).

## Biografía
Nació en Ica. Hijo de Liborio Luna Uribe y Rosa Ferreccio Bernales. Hermano de Julio Humberto Luna Ferreccio, que fue también general del Ejército Peruano y ministro de Guerra; y de Jorge Luna Ferreccio, que fue vicealmirante de la Armada Peruana y ministro de Marina.
Ingresó a la Escuela Militar de Chorrillos. El 23 de marzo de 1946 fue ascendido al grado de general de brigada.
Bajo el gobierno de José Luis Bustamante y Rivero, fue nombrado ministro de Guerra, integrando el gabinete ministerial presidido por Julio Ernesto Portugal (1946-1947).
En el gobierno del general Manuel A. Odría fue embajador en la República de Argentina.
En 1954 era comandante general del Ejército, ocasión en que el presidente Odría le encargó a él y a su hermano, el coronel Julio Luna Ferreccio, el bosquejo de un programa general de modernización del Ejército, que se fue cumpliendo meticulosamente hasta la década siguiente. Fue por su iniciativa, cuando, al darse de baja a los antiguos cruceros Almirante Grau y Coronel Bolognesi, se inició una colecta pública para adquirir nuevas unidades, que mantuvieron dichos nombres.